# 莫日金高地
莫日金高地是俄羅斯的高地，位於烏德穆爾特共和國和韃靼斯坦共和國之間接壤的地區，最高點海拔高度256米，是基利梅濟河左支流瓦拉河的發源地。